# Orthocis huesanus
Orthocis huesanus är en skalbaggsart som beskrevs av Kraus 1908. Orthocis huesanus ingår i släktet Orthocis och familjen trädsvampborrare. Inga underarter finns listade i Catalogue of Life.